# 462.ª Divisão de Infantaria (Alemanha)
A 462ª Divisão de Infantaria (em alemão:462. Infanterie-Division) foi uma unidade militar que serviu no Exército alemão durante a Segunda Guerra Mundial.

## Comandantes
| Comandante                     | Data                                          |
| ------------------------------ | --------------------------------------------- |
| Generalleutnant Vollrath Lübbe | 19 de outubro de 1944 - ? de novembro de 1944 |

## Área de operações
| França | outubro de 1944 - novembro de 1944 |